# Paradigalla brevicauda
Paradigalla brevicauda là một loài chim trong họ Paradisaeidae.